# رنه-ژان کلو
رُنه-ژان کلو، نویسنده، نقاش، شاعر، رساله‌نویس و نمایشنامه‌نویس فرانسوی است؛ او در ۱۹ ژانویه‌ی ۱۹۱۳ در الجزیره به دنیا آمد و در سال ۱۹۹۷ در کلرمون-فران از دنیا رفت.
رُنه-ژان کلو در بیست سالگی موفق به دریافت جایزه‌ی شعر مُزور[1] شد (با هیأت داورانی متشکل از ژان پولان[2]، ژول سوپرویه‌ل[3]، آنری میشو[4]، اونگارِتی[5]). او جایزه‌ی داستان کوتاه را برای مجموعه داستان گل سرخ نوئل[6]، جایزه‌ی دو ماگو[7] را برای رمان ردپاها در نمک[8]، و جایزه‌ی انجمن ادبا را برای رمان عشق ممنوعه[9] به دست آورد. 
او خالق رمان‌های متعددی است که از جمله‌ی آن‌ها می‌توان به عشق ممنوعه (۱۹۸۴)، شهروز پیشگو[10] (۱۹۸۵) و کودک توهم‌زده[11] (۱۹۸۷، برنده‌ی جایزه‌ی رُنودو[12]) اشاره کرد.

گاهشمار زندگی
1913. تولد در الجزیره.
1934. ورود به مدرسه‌ی هنرهای زیبا. ملاقات با آلبر کامو، مکس پل فوشه، امانوئل روبلس.
1935. جایزه‌ی شعر مُزور که اعضای هیأت داورانش عبارت بودند از ژان پولان، ژول سوپرویه‌ل، جوزپه اونگارِتی، آنری میشو. جایزه‌ی پل گیوم (نقاشی). دوستی با رُنه هوئیگ. شروع کلاس‌های نقاشی نزد گرومر و اوتون فریه در آکادمی اسکاندیناوی.
1945-1942. ژاک سوستل او را به‌عنوان بازرسِ مأموریت‌های فرانسه‌ی آزاد در الجزیره منصوب می‌کند. تبعید به فرانسه را منتشر می‌کند که برنده‌ی جایزه‌ی میسیون چاد-تیبِستی می‌شود (رئیس هیأت داوران آلبر مارکه‌ی نقاش است). مناظر آفریقا، طراحی‌ها، نقاشی‌ها.
1965-1948. کارهای زیادی منتشر می‌کند، از جمله: 
1948. رمان رنگ سیاه تاکستان، انتشارات گالیمار. 
1949. رمان اشباح در آفتاب، انتشارات گالیمار؛ رُنه کلِمان حقوق این رمان را می‌خرد. 
1951. رمان پشم حیوان، انتشارات گالیمار، برنده‌ی جایزه‌ی دو ماگو که رمون کنو رئیس هیأت داورانش است. 
1954. نمایشنامه‌ی مکاشفه که برای اولین بار ژان-لویی بارو در تئاتر اودئون اجرایش کرد و بعدها در مادرید و آمستردام به روی صحنه رفت.
1955. در نظر دارد نمایشگاه‌هایی در گالری‌های کلود و سولِی برگزار کند.
1956. نمایشنامه‌ی صداهایی در حیاط که در هامبورگ و شهرهای مختلف آلمان به روی صحنه می‌رود. آبیِ آن سوی گور با انتشارت گالیمار؛ فرانسوا تروفو حقوق این رمان را می‌خرد.     
1965. تصمیم می‌گیرد تمام وقتش را صرف نقاشی کند. 
1978. دومینیک داگه در جشنواره‌ی تروآ بازبینی آثار او را ترتیب می‌دهد.
1983. نمایشگاه نزد ژاک ماسول در پاریس.
1984. رمان عشق ممنوعه، انتشارات گراسه.    
1985. رمان شهروز پیشگو، انتشارات گراسه.    
1986. نمایشگاه گروه «واقعیت دوم» در گالری هنرهای معاصر شامالی‌یر. 
1987. رمان کودک توهم‌زده، برنده‌ی جایزه‌ی رُنودو.
1988. ویژه‌نامه‌ی مجله‌ی کایه بلو[1] که به طور کامل به کتاب‌ها و نقاشی‌های رنه-ژان کلو می‌پردازد.
1989. رمان اشک‌های لوسیفر، انتشارات گراسه. رساله‌ی نقاشی در تنگنا، انتشارات فرانسوا بورَن، برنده‌ی جایزه‌ی آکادمی فرانسه. مصاحبه‌های رادیویی با ژاک شانسل، پی‌یر دکارگ، پی‌یر سیپریو، روژه ویرینی... نمایشگاه در گالری پی‌یر لمان در پاریس.
1991. رمان ازدواج عشق با شب، انتشارات گراسه. نگارش نمایشنامه‌ی زن و نقاب‌ها، یا کلکسیونرها. بازبینی نقاشی‌هایش در گالری هنرهای معاصر شامالی‌یر. نمایشگاه در اسپَس پی‌یر لاپورت، در کلرمون فران. 
1992. مجموعه شعر شعف وداع، انتشارات کایه بلو/لیبرری بلو.
1993. نمایشگاه نزد ژان-کلود ریدل در پاریس. 
1995. رمان چرا زن‌ها گریه می‌کنند، انتشارات گراسه.
1997. مرگ در کلرمون فران.

آثار ترجمه‌شده به فارسی
از رُنه-ژان کلو دو رمان با ترجمه‌ی عظیم جابری از زبان فرانسوی به فارسی برگردانده و منتشر شده: چرا زن‌ها گریه می‌کنند (انتشارات افراز)، و کودک توهم‌زده (انتشارات هیرمند). لازم به ذکر است که نام ژان کلو را برای اولین بار در ایران ابوالحسن نجفی مطرح کرد، با ترجمه‌ی داستان کوتاه «درس‌های پنجشنبه» در کتاب بیست و یک داستان از نویسندگان معاصر فرانسه (انتشارات نیلوفر).      
[1] Cahiers bleus
[1] Mesures
[2] Jean Paulhan
[3] Jules Supervielle
[4] Henri Michaux
[5] Ungaretti
[6] La Rose de Noël
[7] Deux Magots
[8] Empreintes dans le sel
[9] Un Amour interdit
[10] Charouz le voyant
[11] L’Enfant halluciné
[12] Renaudot